# Vlag van Duiveland

Vlag van Duiveland

De vlag van Duiveland is de vlag die de voormalige gemeente Duiveland tussen 1969 en 1997 als gemeentevlag gebruikte. De vlag werd ingesteld bij het gemeenteraadsbesluit van 27 maart 1969.
De beschrijving zou kunnen luiden: 
"Overeenkomstig het wapen, waarbij het schildhoofd naar de broekzijde van de vlag is verplaatst"
De vlag is identiek aan het gemeentewapen, zij het gekanteld, waarbij het schildhoofd naar de broekingszijde is verplaatst.
Met de gemeentelijke herindeling van 1997 ging de gemeente deel uitmaken van de gemeente Schouwen-Duiveland waarvoor een nieuwe vlag werd ontworpen. De kleuren geel, zwart en wit werden voor de nieuwe vlag overgenomen, de geren komen terug in het gemeentewapen.

## Verwante afbeeldingen

Het wapen van Duiveland
Het wapen van heerlijkheid Duiveland
Het wapen van Ouwerkerk
Het wapen van Oosterland

Aardenburg 
· Arnemuiden 
· Axel 
· Baarland 
· Biervliet 
· Biggekerke 
· Borssele 
· Breskens 
· Brouwershaven 
· Bruinisse 
· Burgh 
· Domburg 
· Dreischor 
· Driewegen 
· Duiveland 
· Ellewoutsdijk 
· 's-Gravenpolder 
· Groede 
· Haamstede 
· 's-Heer Abtskerke 
· 's-Heer Arendskerke 
· Hoedekenskerke 
· Hontenisse 
· IJzendijke 
· Kloetinge 
· Kortgene 
· Koudekerke 
· Krabbendijke 
· Kruiningen 
· Mariekerke 
· Meliskerke 
· Middenschouwen 
· Nieuw- en Sint Joosland 
· Nisse 
· Noordgouwe 
· Oostburg 
· Oostkapelle 
· Oud-Vossemeer 
· Oudelande 
· Ovezande 
· Poortvliet 
· Retranchement 
· Rilland-Bath 
· Ritthem 
· Sas van Gent 
· Scherpenisse 
· Schoondijke 
· Sint-Annaland 
· Sint Jansteen 
· Sint-Maartensdijk 
· Sint Philipsland 
· Sluis 
· Sluis-Aardenburg 
· Stavenisse 
· Valkenisse 
· Vogelwaarde 
· Waarde 
· Waterlandkerkje 
· Wemeldinge 
· Westdorpe 
· Westerschouwen 
· Westkapelle 
· Wissenkerke 
· Wolphaartsdijk 
· Zaamslag 
· Zierikzee 
· Zuiddorpe 
· Zuidzande